# Lars Sponheim

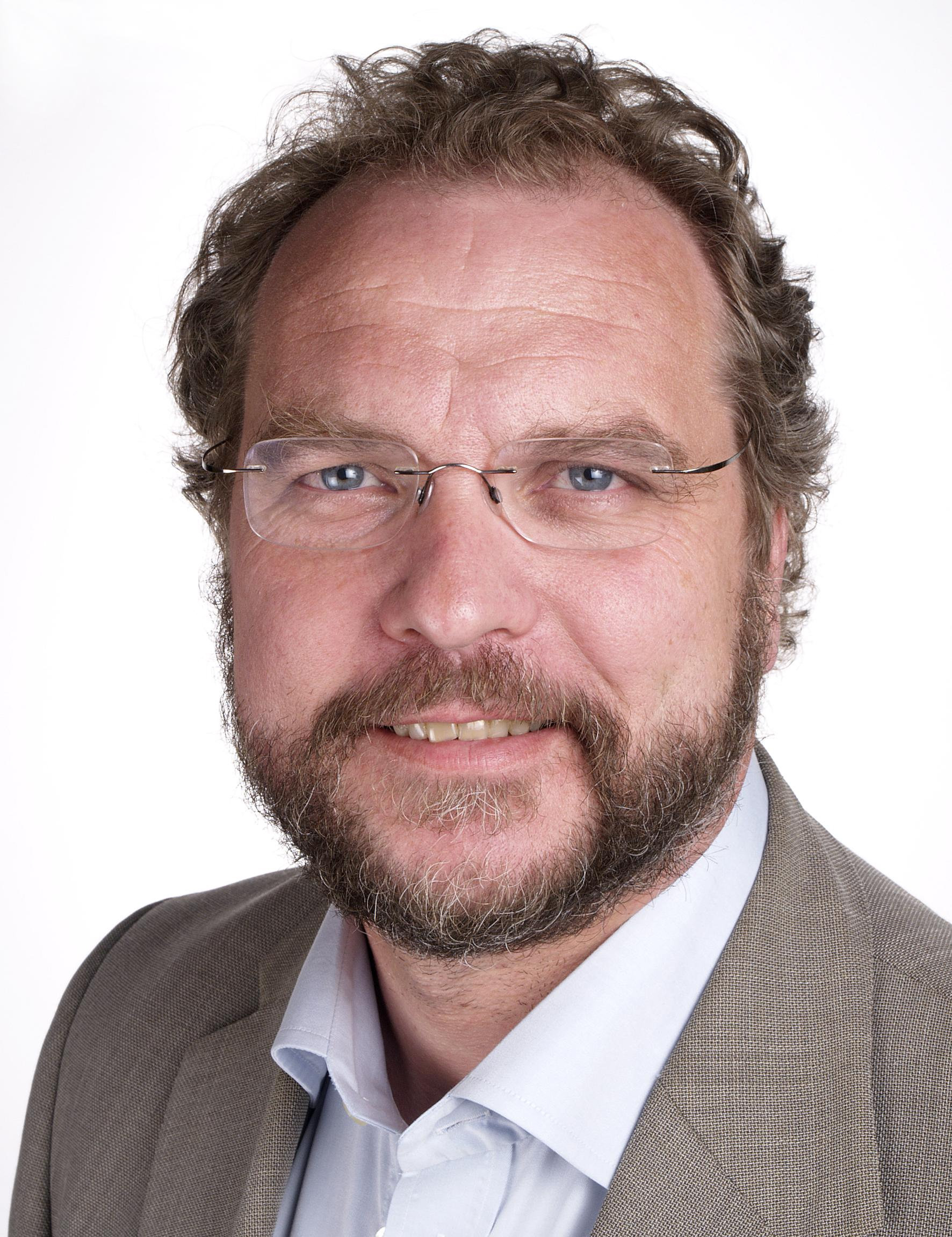
Lars Sponheim (2004)

Lars Sponheim (* 23. Mai 1957 in Halden) ist ein norwegischer Politiker. Von 1996 bis 2010 war er Vorsitzender der liberalen Partei Venstre. Er diente von Oktober 1997 bis März 2000 als Wirtschafts- und Handelsminister und von Oktober 2001 bis Oktober 2005 als Landwirtschaftsminister. Von 2010 bis 2019 war er Fylkesmann von Hordaland, von 2019 bis 2022 der Fylkesmann von Vestland.

## Leben
Nach dem Abschluss der weiterführenden Schule, besuchte er zunächst eine Landwirtschaftsschule und danach studierte er Agrarwissenschaften an der Norwegischen Landwirtschaftshochschule (heute Universität für Umwelt- und Biowissenschaften). In der Zeit von 1983 bis 1991 war er Mitglied im Kommunalparlament von Ulvik, ab 1987 war er dabei der Bürgermeister der Gemeinde. Anschließend saß er bis 1993 im Fylkesting der damaligen Provinz Hordaland.

### Storting-Abgeordneter, Minister und Parteichef
Bei der Parlamentswahl 1993 zog Sponheim erstmals in das norwegische Nationalparlament Storting ein. Dort vertrat er den Wahlkreis Hordaland und er wurde zunächst Mitglied im Finanzausschuss. Zudem diente er als Fraktionsvorsitzender der Venstre-Gruppierung. Im Jahr 1996 wurde Sponheim zum Vorsitzenden seiner Partei gewählt. Im Anschluss an die Wahl 1997 wurde er am 17. Oktober 1997 zum Wirtschafts- und Handelsminister in der Regierung Bondevik I ernannt. Den Posten behielt er bis zum Abgang der Regierung während der laufenden Legislaturperiode am 17. März 2000. Sponheim kehrte daraufhin als Abgeordneter ins Parlament zurück, wo im Außenausschuss saß.
Nachdem aus der Wahl 2001 die Regierung Bondevik II hervorging, wurde Lars Sponheim am 19. Oktober 2001 als Nachfolger von Bjarne Håkon Hanssen zum Landwirtschaftsminister ernannt, im Juni 2004 wechselte die Bezeichnung zu Landwirtschafts- und Ernährungsminister. Er blieb bis zum Ende der Regierungszeit am 17. Oktober 2005 im Amt. Daraufhin saß er bis 2009 eine weitere Legislaturperiode lang im Storting. Dort fungierte er als Fraktionsvorsitzender und war Teil des Finanzausschusses.

### Rücktritt als Parteichef
Als Venstre-Spitzenkandidat in der Parlamentswahl 2009 versuchte Sponheim, zwischen dem linken und dem bürgerlichen Lager zu lavieren. Während er öffentlich die Option einer bürgerlichen Minderheitsregierung im Spiel halten wollte, sondierte er insgeheim mit Jens Stoltenberg über eine Mitte-links-Koalition unter Führung der Arbeiterpartei. Nach Ansicht politischer Beobachter verursachten die widersprüchlichen Koalitionsaussagen den Stimmenrückgang der Liberalen unter die Vier-Prozent-Hürde. Venstre büßte acht von zehn Mandaten ein und bewahrte nur je ein Wahlkreismandat in Oslo und Akershus. Als Konsequenz kündigte Sponheim am 29. September 2009 seinen Rücktritt vom Parteivorsitz an. Seine Nachfolgerin Trine Skei Grande wurde am 17. April 2010 gewählt.

### Fylkesmann
Im Jahr 2010 wurde Lars Sponheim Regierungspräsident (Fylkesmann) in seinem ehemaligen Wahlkreis Hordaland. Nach der Zusammenlegung von Hordaland mit Sogn og Fjordane zum neuen Fylke Vestland setzte er als Fylkesmann in Vestland, ab 2021 unter dem Titel „Statsforvalter“, fort. Seine Nachfolgerin wurde im September 2022 Liv Signe Navarsete.

## Auszeichnungen
- 2004: Sankt-Olav-Orden (Kommandeur)